# Martin Linnes
Martin Linnes, född 20 september 1991, är en norsk fotbollsspelare (försvarare) som spelar för Galatasaray.